# Catedral de Hojalata
La Catedral de Hojalata (en ucraniano: Бляшана Катедра; en inglés: Tin Can Cathedral) fue la primera iglesia independiente ucraniana en América del Norte y el centro de la Iglesia serafinita (seguidores del monje Serafín). Fue fundada en la ciudad de Winnipeg (Canadá), sin afiliación a Iglesia europea alguna.
Los inmigrantes ucranianos empezaron a llegar a Canadá en 1891, especialmente de las provincias austro-húngaras de las regiones de Bucovina y Galitzia. Los recién llegados de Bucovina eran ortodoxos orientales, mientras que los de Galitzia eran católicos orientales; en ambos casos, estaban familiarizados con el rito bizantino. Hacia 1903 la población inmigrante ucraniana instalada en el oeste de Canadá había alcanzado un tamaño suficientemente grande como para atraer la atención de los líderes religiosos, políticos y educadores.

## Personas destacadas

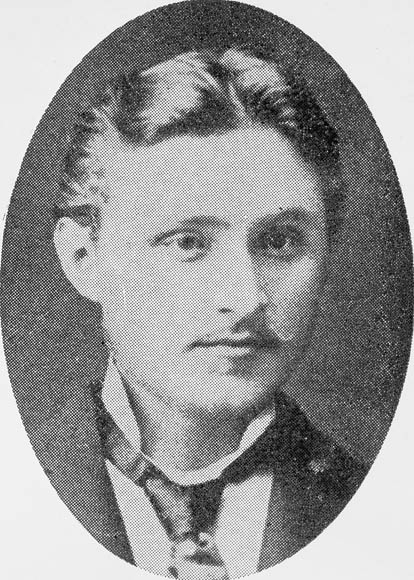
Cyril Genik (1857-1925).

El personaje central de la comunidad ucraniana en Winnipeg era en aquel momento Cyril Genik (1857-1925), quien había llegado de Galitzia luego de haberse graduado del Gimnasio Académico Ucraniano en Leópolis y estudiado leyes por un corto tiempo en la Universidad de Chernivtsi. Genik era amigo de Iván Frankó, el autor ucraniano de Zorro Mykyta (Лис Микита) y quien fue nominado al Premio Nobel de literatura. La mordaz sátira de Franko sobre el clero de su tiempo y sus tendencias socialistas eran probablemente compartidas por Genik, quien había sido su padrino de boda. Liberar al pueblo del clero, junto a la realización de reformas agrarias, era una manera de liberar a los campesinos de la opresión de terratenientes ausentes que mantenían control sobre las tierras en colusión con la jerarquía de la Iglesia. A su llegada a Canadá, Genik se convirtió en el primer ucraniano que trabajó para el gobierno canadiense. Fue también agente de inmigración, ayudando a los recién llegados a establecerse en sus nuevos hogares. Su primo Iván Bodrug (1874-1952), y el amigo de éste, Iván Negrich (1875-1946), también habían llegado desde la aldea de Bereziv, en el condado de Kolomya; ambos habían sido profesores de escuela primaria en Galitzia. Estos tres hombres eran el núcleo de la intelectualidad de la comunidad ucraniana, y eran conocidos como «El triumvirato de Bereziv» (Березівська Трійця). Genik, el de mayor edad, era el único casado de los tres. Su esposa, Pauline Tsurkowsky, era una mujer instruida, hija de un sacerdote. El matrimonio tuvo tres hijos varones y tres hijas.
El otro protagonista era el obispo Serafín, cuyo nombre verdadero era Stefan Ustvolsky. Ustvolsky terminó siendo suspendido por el Santo Sínodo Ruso en San Petersburgo. Su historia personal comienza cuando, por razones personales, viaja al Monte Athos, donde fue ordenado obispo por el Santo Anphim, quien decía que era un obispo (o al menos esta fue la historia que trajo con él al Nuevo Mundo). Después de ser ordenado obispo, Serafín viajó a Norteamérica, y estuvo por un tiempo con sacerdotes ucranianos en Filadelfia. Cuando llegó a Winnipeg, no tenía ninguna alianza con la Iglesia ortodoxa rusa ni con nadie más. Sin embargo, los ucranianos de las praderas lo aceptaron como un santo misionero, una tradición que se remonta al comienzo de la cristiandad.
Otra persona que participó en los eventos que culminaron en la creación de la Catedral de Hojalata fue Marakii Marchenko, el asistente de Serafín. Marchenko actuaba como diácono o cantante, ayudando a Serafín con los servicios de la iglesia, que él conocía muy bien; llegó con Serafín desde Estados Unidos. El arzobispo Langevin, que estaba en San Bonifacio, era la cabeza de la diócesis católica del oeste de Canadá y estaba en contacto directo con el papa en Roma. Langevin creía que sus sacerdotes estaban más que preparados para las necesidades de la población ucraniana. Otros involucrados fueron el doctor William Patrick, jefe del colegio de Manitoba (un colegio presbiteriano de Winnipeg), el Partido Liberal de Manitoba y algunos misioneros ortodoxos rusos.

## Eventos
Si hubo algún incidente que provocara el drama que vendría después, pudo haber sido cuando un miembro del congreso de Manitoba, Joseph Bernier, introdujo una ley en 1902: «transferir propiedades de la Iglesia ruteniana griega (los ucranianos también eran conocidos como rutenos) en comunión con Roma al control de corporaciones bajo el control de la Iglesia romana». El arzobispo Langevin declaró: «Los rutenianos deben probar que son católicos traspasando sus propiedades a la Iglesia, y no como los protestantes […] a un individuo o comité de hombres independientes del sacerdote o el obispo». El tamaño de la población ucraniana de las praderas también había atraído el interés de los misioneros ortodoxos rusos. En esta época, la Iglesia ortodoxa rusa gastaba 100 000 dólares al año en trabajo misionero en Norteamérica. También la Iglesia presbiteriana se había interesado, e invitó a los jóvenes varones de la comunidad ucraniana para que asistieran al Colegio de Manitoba (hoy la Universidad de Winnipeg), donde se establecieron clases especiales para los jóvenes ucranianos que deseaban convertirse en profesores de escuela (y, más tarde, ministros de la Iglesia ortodoxa griega independientes). Fluido en el idioma alemán, el doctor King, que era el director del colegio, entrevistó a los candidatos Bodrug y Negrich en alemán (Genik tradujo sus documentos académicos del polaco al inglés). Estos fueron los primeros estudiantes ucranianos de una universidad en Norteamérica (en esta época, el colegio de Manitoba era parte de la Universidad de Manitoba).
Genik, Bodrug y Negrich se movieron rápido para tratar de asegurar su comunidad. Estos trajeron a Serafín, el cual llegó a Winnipeg en abril de 1903 para establecer una Iglesia que fuese independiente de cualquier Iglesia en Europa, y que no guardase lealtad a ninguno de los grupos religiosos que competían por las almas de los nuevos inmigrantes ucranianos de las praderas. Para la satisfacción de aquellos tres, Serafín fundó una Iglesia rusa ortodoxa (no ortodoxa rusa), de la cual se declaró como cabeza, y que, para apaciguar a los ucranianos, fue llamada la Iglesia serafinita. Serafín proveyó a los parroquianos con un rito oriental, que les era familiar a los inmigrantes. Comenzó a ordenar cantantes y diáconos y, «el 13 de diciembre de 1903, un pequeño edificio en el lado este de la calle McGregor, entre las avenidas Manitoba y Pritchar, que quizás fue llamada la «Iglesia del Espíritu Santo», fue oficialmente bendecido por Serafín y abierto para servicios religiosos». «En noviembre de 1904, Serafín comenzó a construir su notoria «Catedral de Hojalata» en la esquina de la calle King y la avenida Stella, […]». El carismático Serafín «ordenó unos 50 sacerdotes y numerosos diáconos, muchos de ellos semianalfabetos, que llevaban a cabo deberes sacerdotales a través de los asentamientos, predicando con ortodoxia independiente y acerca de la administración de la propiedad de los bienes de la Iglesia. En dos años, esta Iglesia tenía casi 60 000 adherentes […]».
«Debido a varias imprudencias y problemas con el alcohol», Serafín perdió la confianza de los intelectuales que lo habían invitado a Winnipeg, los cuales dieron un golpe para deshacerse de él sin perder su congregación. Serafín fue a San Petersburgo para tratar de lograr reconocimiento y más fondos del Santo Sínodo Ruso para la floreciente Iglesia serafinita. En su ausencia, Iván Bodrug e Iván Negrich, que ya estaban estudiando teología en el Colegio de Manitoba, además de ser sacerdotes de la Iglesia serafinita, obtuvieron garantías del fondo presbiteriano para la Iglesia de Serafín asegurando que iba a ser transformada al modelo presbiteriano con el paso del tiempo. A finales del otoño de 1904, Serafín regresó de Rusia, pero sin los fondos que deseaba para su Iglesia, y descubrió el engaño, por lo que, rápidamente, excomulgó a los sacerdotes envueltos en la traición. Publicó fotos de ellos en los periódicos locales con sus nombres impresos en el pecho, como si fueran criminales. Su desquite duró poco, pues se enteró de que él mismo había sido excomulgado por el Santo Sínodo Ruso: «[…] cuando el Santo Sínodo excomulgó a Serafín y a todos sus sacerdotes, él se fue en 1908 para nunca más regresar».

## Repercusiones
Después de estos eventos de incendio social y espiritual que barrieron la pradera, nació una comunidad ucraniana-canadiense.
Iván Bodrug, uno de los amotinados de la Iglesia serafinita, se convirtió en la cabeza de la nueva Iglesia independiente. Era un sacerdote muy carismático, que predicaba una cristiandad evangélica debido a la influencia presbiteriana. Vivió hasta la década de 1950. Los edificios de la Iglesia independiente estaban localizados en la esquina de la avenida Pritchar y la calle McGregor, y, aunque el primero ya fue demolido (el que Serafín usó para su primera Iglesia), el segundo edificio (construido con fondos presbiterianos) todavía está en pie, al otro lado del Labour Temple, en la zona norte de Winnipeg.
El arzobispo Langevin incrementó sus esfuerzos tratando de asimilar la comunidad ucraniana dentro de la comunidad católica. Levantó la iglesia basiliana de San Nicolás con sacerdotes belgas, el padre Delaere y otros, que leían la misa en eslavo antiguo, vestidos de acuerdo a los rituales griegos, y daban los sermones en polaco. Esta iglesia estaba al otro lado de la calle donde estaba la catedral católica ucraniana independiente de San Vladimir y Olga, en la calle McGregor, en el norte de Winnipeg. Esta competencia proveyó una gran oportunidad para los niños ucraniano-canadienses de aprender a hablar el idioma ucraniano.

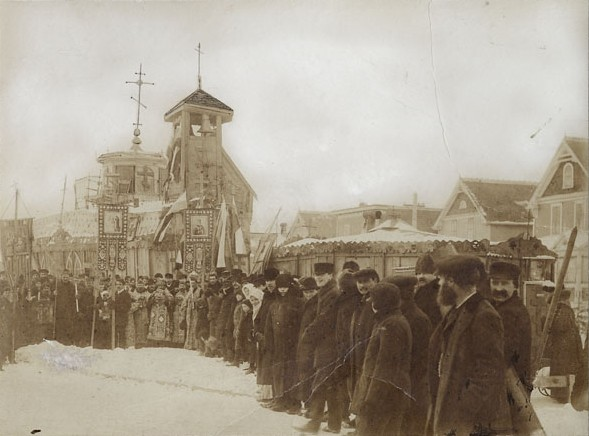
Serafín y la Catedral de Hojalata.

El Partido Liberal, que ya se había enterado de que los ucranianos ya no estaban aliados con el arzobispo Langevin y los católicos, que estaban alineados con el Partido Conservador, se adelantó y fundó el primer periódico en idioma ucraniano de Canadá, Kanadiskyi Farmer (en castellano vendría a significar ‘El agricultor Canadiense’), del cual el primer editor fue nada menos que Iván Negrich.
Serafín ya había desaparecido para 1908, pero hay relatos de él en el Ukrainskyi Holos (un periódico que todavía se publica en Winnipeg, cuyo título se traduciría como «La voz de Ucrania») acerca de que vendía biblias a los trabajadores del tren en la Columbia Británica allá por 1913. Según otras versiones, regresó a Rusia.
Cyril Genik se trasladó, por un tiempo, con su hija mayor y uno de sus hijos a los Estados Unidos, a Dakota del Norte; luego regresó, y murió en 1925.
Makarii Marchenko, después de la desaparición de Serafín, se declaró él mismo no solo el nuevo obispo de la Iglesia serafinita, sino también archipatriarca, archipapa, archicomandante y archipríncipe. Para no tener sorpresas o mostrar favoritismo, y como buena precaución, excomulgó al papa y al Santo Sínodo Ruso. Hay registros de él viajando por áreas rurales y predicando entre los ucranianos que tenían necesidad de sus ritos orientales hasta la década de 1930.